# Timeless
"Timeless" er en sang af den canadiske sanger The Weeknd og den amerikanske rapper Playboi Carti. Den blev udgivet den 27. september 2024 gennem XO og Republic Records som den anden single fra førstnævntes sjette studiealbum Hurry Up Tomorrow. Sangen nåede over 10 millioner streams på Spotify på mindre end 24 timer, debuterede i top ti i 15 lande og toppede som nummer tre på den amerikanske Billboard Hot 100.[kilde mangler]

## Baggrund
De to kunstnere samarbejdede første gang på sangen "Popular" med den amerikanske sanger Madonna, som blev udgivet som en del af det nu skrottede soundtrack-album til The Idol.  Efter samarbejdet roste The Weeknd, hvad han og Carti havde skabt sammen på nummeret og under deres sessioner.
Den 26. august 2024 postede Carti et billede af sig selv, hvor han facetime'er med The Weeknd på sin Instagram, hvilket antydede et muligt nyt samarbejde. Den 7. september inviterede The Weeknd Carti med til sin "one night only"-koncert i São Paulo for at opføre en live-debut af "Timeless", en coverversion af "Fein" (2023) af Travis Scott og Carti, samt The Weeknds "Until I Bleed Out" (2020). Koncerten blev efterfulgt af udgivelsen af singlen "Dancing in the Flames". Den 25. september delte The Weeknd et opslag på sociale medier med et skærmbillede fra musikvideoen. Samtidig bekræftede han, at sangen ville blive udgivet den 27. september.